# Светиниколчани
Светиниколчани (на македонска литературна норма: Светиниколчани) са жителите на град Свети Никола (Свети Николе), Северна Македония. Това е списък на най-известните от тях.

## Родени в Свети Никола
А – Б – В – Г – Д –
Е – Ж – З – И – Й —
К – Л – М – Н – О —
П – Р – С – Т – У —
Ф – Х – Ц – Ч – Ш —
Щ – Ю – Я

### А
- Александър Спасов (1883 – след 1943), деец на ВМОРО и ВМРО
- Александър Стоянов Ценов (1882 – след 1943)[1] обущар с IV отделение образование,[2] македоно-одрински опълченец, служил в 1-ва рота на 7-а кумановска дружина,[1][2] сражавал се при Дедеагач, Мерхамли, Шаркьой, Радкова скала, Говедар, Редки буки, Султан тепе, носител на орден „За храброст“ IV степен;[2] на 10 март 1943 година, като жител на Свети Никола, подава молба за българска народна пенсия, която е одобрена и пенсията е отпусната от Министерския съвет на Царство България[1]
- Андон (Доне) Лазев (Лазов) Арсов (1880 – след 1943)[3] орач,[4] македоно-одрински опълченец, служил в 1-ва рота на 7-а кумановска дружина,[3][2] сражавал се при Дедеагач, Мерхамли, Шаркьой, Радкова скала, Говедар, Редки буки, Султан тепе, носител на орден „За храброст“ IV степен;[2] на 15 март 1943 година, като жител на Свети Никола, подава молба за българска народна пенсия, която е одобрена и пенсията е отпусната от Министерския съвет на Царство България[3]

### В
- Виолета Панзова (1948 – 2020), северномакедонска логичка
- Владимир Панев Наумов (1875 – след 1943), македоно-одрински опълченец, сражавал се при Дедеагач, Мерхамли, Шаркьой, Радкова скала, Говедар, Слона, Редки буки, Султан тепе; на 10 март 1943 година, като жител на Свети Никола, подава молба за българска народна пенсия, която е одобрена и пенсията е отпусната от Министерския съвет на Царство България[5]

### Г
- Георги Гаврилски (1911 – 1987), лекар от Социалистическа република Македония и член на АСНОМ

### Д
- Драги Каров (р. 1956), пробългарски активист в Северна Македония

### Л
- Лазар Колишевски (1914 – 2002), югославски комунист, политик

### М
- Моне Йовев, български революционер, деец на ВМОРО, действал в 1915 година в източната част на Вардарска Македония с чета, вероятно под командването на Иван Бърльо[6]

### Н
- Дядо Наце Гичев, деец на ВМОРО и ВМРО

### П
- Панзо Зафиров (1892 – 1924), български революционер

### Р
- Роберт Петров (р. 1978), северномакедонски футболист

### С
- Свето Манев (р. 1945), северномакедонски художник
- Страхил Попсандев (1901 – 1923), български революционер от ВМРО

### Ф
- Филип Донев (1882 – 1903), български революционер на ВМОК, четник при Стоян Бъчваров, загинал при сражението с турски аскер в Карбинци[7]

### Х
- Христофор Попиванов, македоно-одрински опълченец, 26(27) годишен, учител, 2 рота на 3 солунска дружина,[8] български офицер[9]
- Христофор Серафимов (1893 – 1951), български офицер, генерал-майор

## Починали в Свети Никола
- Ванчо Барбаревски (? - 1925), български революционер, войвода на ВМРО
- Хараламби Димитров Гуцев, български военен деец, подпоручик, загинал през Първата световна война[10]